# Филиал МГУ имени М. В. Ломоносова в Ереване
Филиал Московского государственного университета имени М.В.Ломоносова в городе Ереване (арм. Մ.Վ. Լոմոնոսովի անվան Մոսկվայի պետական համալսարանի Երևանի մասնաճյուղ) был создан в 2015 г. и является обособленным структурным подразделением МГУ им. М.В. Ломоносова.

## История
Основа открытия филиала МГУ в Армении была заложена 24 октября 2011 года на встрече президента Республики Армения Сержа Саргсяна со студентами МГУ в Москве.
14 августа 2014 года Правительство Республики Армения одобрило проект открытия в Ереване филиала Московского государственного университета имени М.В. Ломоносова.
20.02.2015 г. в Фундаментальной библиотеке Московского университета ректор МГУ имени М. В. Ломоносова Виктор Садовничий и министр образования и науки Республики Армения Армен Ашотян подписали соглашение о создании филиала МГУ в Ереване. 
Филиал начал свою деятельность 31 марта 2015 г. 
С 25 июля 2015 г. была осуществлена первая приемная кампания. 
18 сентября 2015 г. состоялся визит ректора МГУ академика В. А. Садовничего и Президента Армении С. Саргсяна в Филиал МГУ в Ереване.
2 июля 2019 года первые выпускники  Филиала МГУ имени М.В. Ломоносова в городе Ереване получили дипломы из рук ректора МГУ имени М.В. Ломоносова, академика В.А. Садовничего и премьер-министра Республики Армения Н.В. Пашиняна. Всего в 2019 году Филиал окончили 42 выпускника, из которых 13 студентов получили дипломы с отличием.

## Структура
2015–2017гг. директором Филиала МГУ имени М.В.Ломоносова в городе Ереване был кандидат физико-математических наук, доцент кафедры Вычислительной техники и кибернетика факультета ВМК МГУ Полосин Алексей Андреевич (Москва). С 1 февраля 2017г. приказом ректора МГУ имени М.В. Ломоносова академика Садовничего В.А. обязанности директора Филиала МГУ имени М.В. Ломоносова в городе Ереване возлагаются на доцента геологического факультета МГУ, кандидата геолого-минералогических наук Реймерса Алексея Николаевича.

## Обучение
Обучение в Филиале МГУ в Ереване осуществляется на русском языке. 
По программе бакалавриата действуют следующие направления подготовки:
- прикладная математика и информатика
- юриспруденция
- международные отношения
- журналистика
- лингвистика
- экономика
- государственное и муниципальное управление

По магистерской программе действуют следующие направления подготовки:
- юриспруденция, профиль — «Публичное право»
- международные отношения, профиль — «Глобальные политические процессы и дипломатия»
- экономика, профиль — «Экономическая и финансовая стратегия»

## Галерея

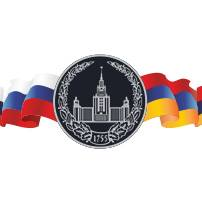
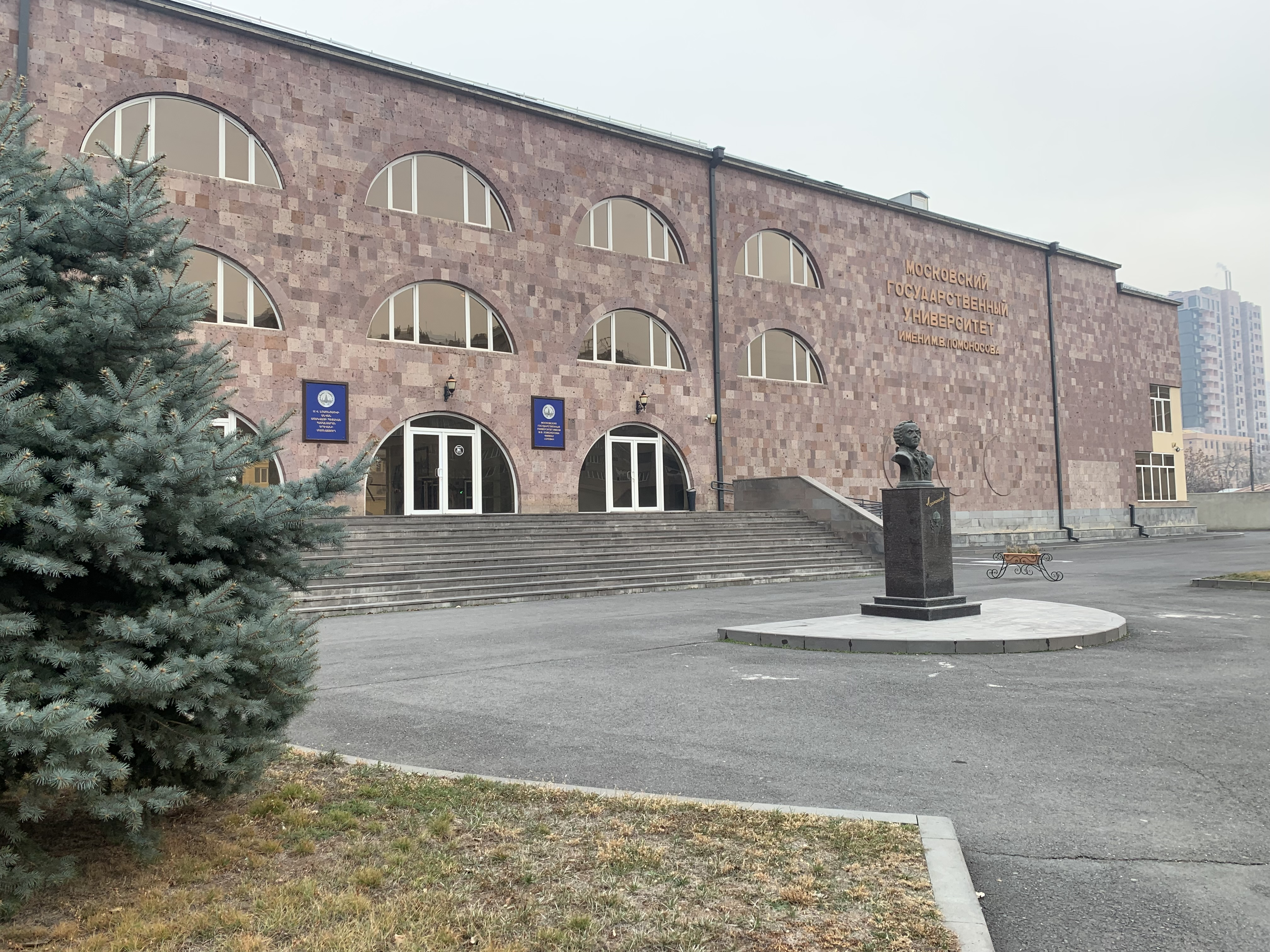
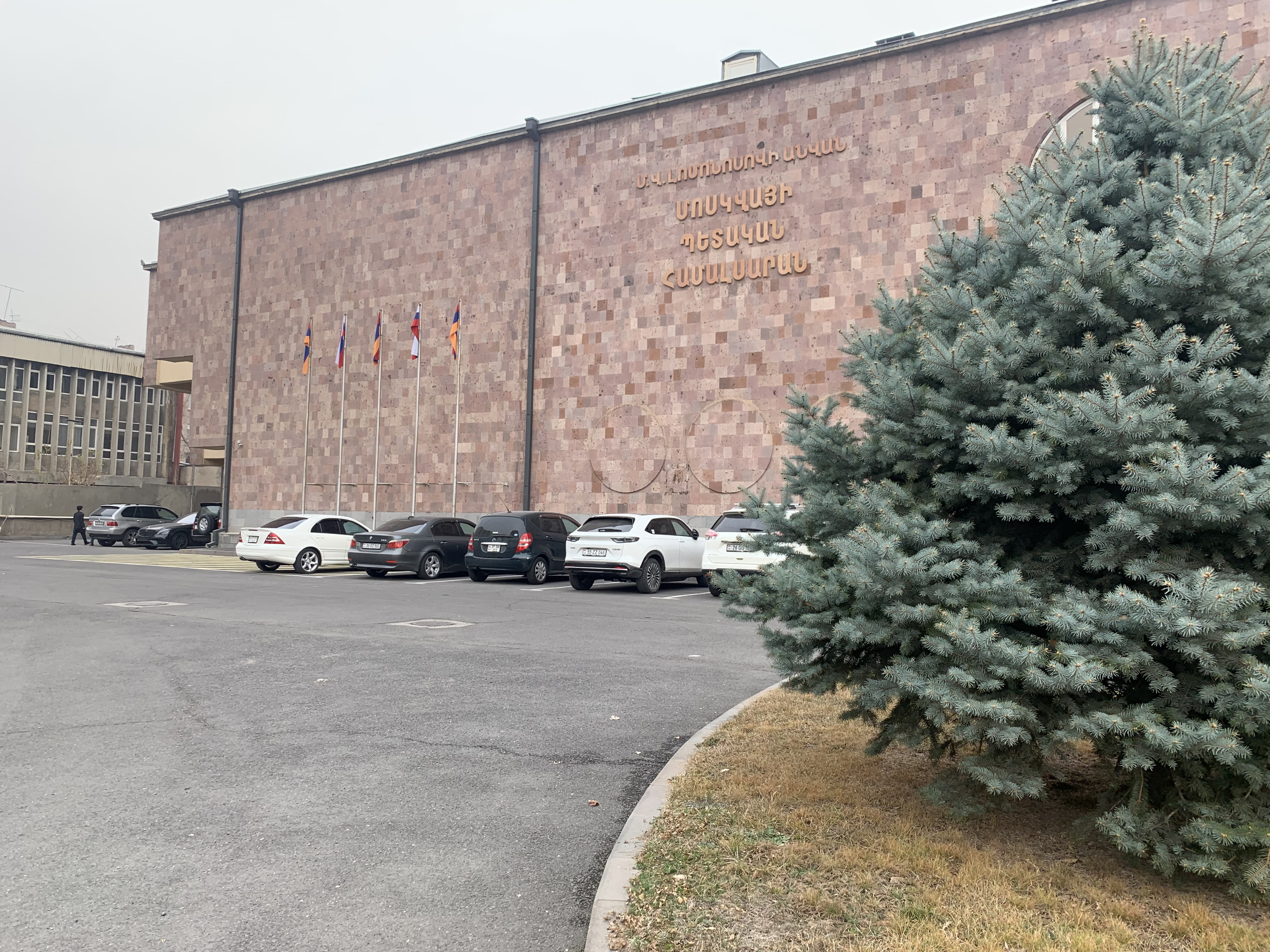
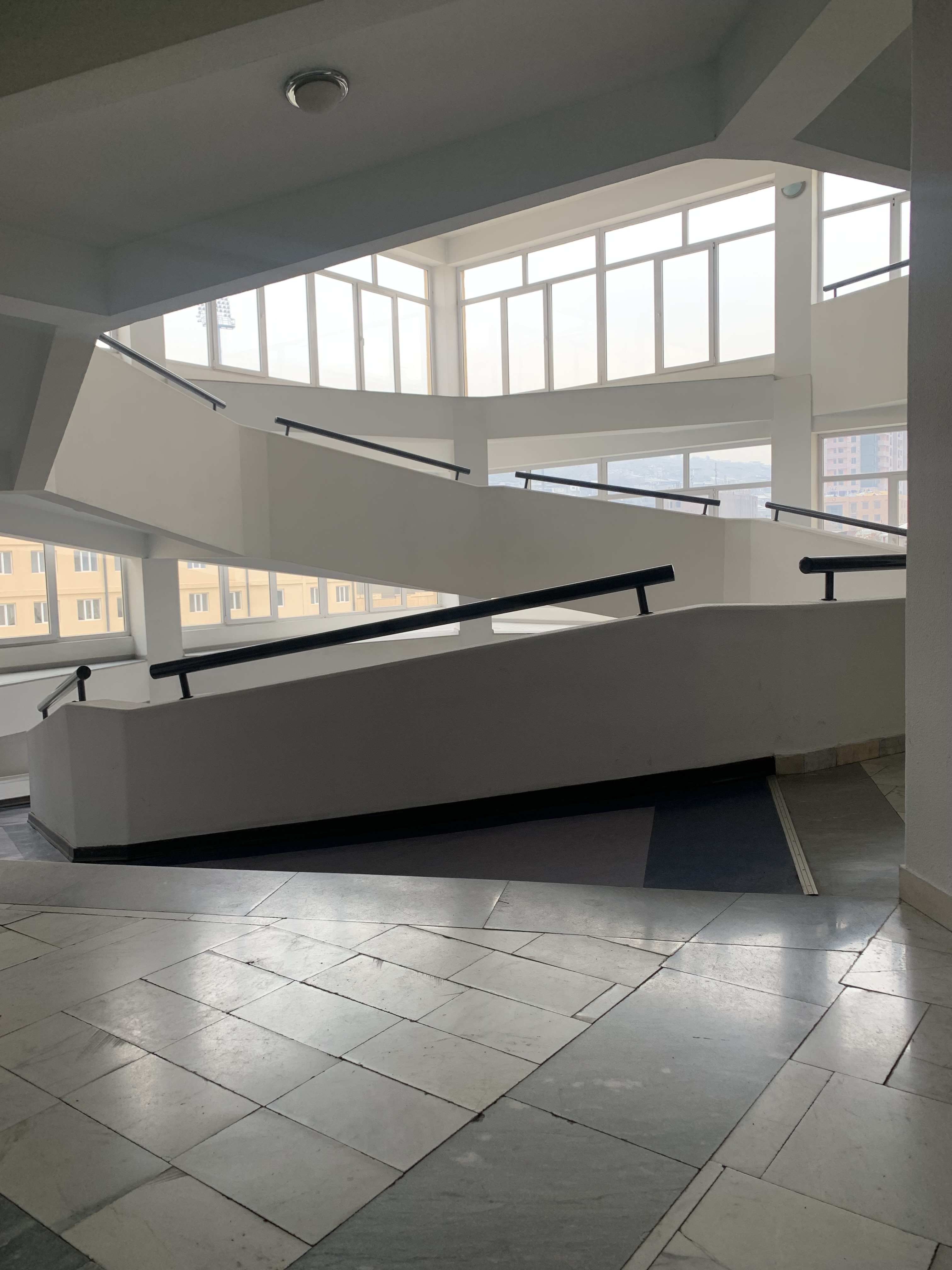

## Научные публикации
Научно-методический журнал «Проблемы современной русистики»

## Внешние ссылки
- Официальный сайт Филиала МГУ в Ереване
- Филиал МГУ в Ереване на официальном сайте МГУ